# Automat (Hopper)
Automat és una pintura en oli sobre tela d'Edward Hopper del 1927.

## Descripció
La pintura representa una jove garçonne bevent una tassa de cafè en un snack bar a Manhattan; l'obra va ser efectivament realitzada en els els feliços anys vint.

## Història
Hopper va presentar el quadre a la inauguració de la seva segona mostra personal a Nova York el dia de Dia de Sant Valentí del 1927.